# Szydłowski
Szydłowski (Jelita odmienne V) – polski herb szlachecki, odmiana herbu Jelita, z nobilitacji.

## Opis herbu
Opis zgodnie z klasycznymi regułami blazonowania:
W polu czerwone trzy kopie w gwiazdę złote - dwie w krzyż skośny i trzecia na opak, na nich.
Klejnot - wieża czerwone, częściowo zniszczona, między dwiema chorągewkami - z prawej w skos, złota, z lewej w skos lewy, czerwona.
Labry czerwone, podbite złotem.

## Najwcześniejsze wzmianki
Nadany 21 listopada 1581 Krzysztofowi Bernardowi Szydłowskiemu. Herb powstał z adopcji do herbu Jelita, dokonanej przez Jana Zamoyskiego za odwagę przy zdobywaniu Pskowa.

## Herbowni
- Szydłowscy